# Regimento Anfíbio de Älvsborg
O Regimento Anfíbio de Älvsborg (em sueco:  Älvsborgs amfibieregemente; com a sigla Amf 4) é uma unidade de infantaria naval da Marinha da Suécia, estacionada em Käringberget na cidade de Gotemburgo, a pouca distância do estreito de Categate, perto do Mar do Norte.

O regimento está vocacionado para o combate costeiro, ”onde a terra encontra o mar”, sendo um elo de ligação entre o exército e a marinha. 
O seu pessoal é constituído por 600 efetivos, incluindo oficiais profissionais, militares em serviço permanente e funcionários civis.

## Unidades de combate
Em tempo de guerra, o regimento disponibiliza várias unidades de combate (krigsförband):

- 5º Batalhão Anfíbio (Femte amfibiebataljonen)
- 17ª Companhia Anfíbia de Barcos de Patrulha (17:e bevakningsbåtkompaniet)
- 132ª Companhia de de Segurança Naval (132.a Säkerhetskompani)